# Som jag är
Som jag är utkom i slutet av 1970 och är det tredje soloalbumet av den svenska popsångerskan Agnetha Fältskog. Det producerades av Little Gerhard och Agnetha Fältskogs dåvarande pojkvän Björn Ulvaeus.
Agnetha Fältskog skrev två sånger, "Om tårar vore guld" och "Jag skall göra allt". Hon skrev även text på svenska till två andra sånger.
Det mest kända spåret, "Om tårar vore guld", släpptes även på singel. "Sov gott min lilla vän" är en svensk version av den franska vinnarmelodin "Un jour, un enfant" i Eurovision Song Contest 1969.
Albumet återutgavs 2004 till CD, på skivmärket Sony.

## Låtlista
1. "Som ett eko" - 3:09
2. "När jag var fem" - 3:08
3. "En sång och en saga" - 3:35
4. "Tänk va' skönt" - 3:21
5. "Ta det bara med ro" - 2:10
6. "Om tårar vore guld" - 3:27
7. "Hjärtats saga" - 2:18
8. "Spela vår sång" - 2:18
9. "Så här börjar kärlek" - 2:31
10. "Du ska minnas mig" - 3:11
11. "Jag skall göra allt" - 3:46
12. "Sov gott min lilla vän" - 2:44

### Fotnoter
1. ↑  ”Som jag är”. Svensk mediedatabas. 6 mars 1970. https://smdb.kb.se/catalog/id/002041478. Läst 5 november 2017.